# Noidans-le-Ferroux
Noidans-le-Ferroux település Franciaországban, Haute-Saône megyében. Lakosainak száma 640 fő (2022. január 1.). Noidans-le-Ferroux Vy-le-Ferroux, Neuvelle-lès-la-Charité, La Romaine, Raze és Soing-Cubry-Charentenay községekkel határos.

## Népesség
A település népességének változása:
| Lakosok száma | 655  | 685  | 715  | 687  | 675  | 662  | 653  | 647  | 640  |
|               | 2013 | 2015 | 2016 | 2017 | 2018 | 2019 | 2020 | 2021 | 2022 |